# Universidade George Mason
Universidade George Mason (em inglês George Mason University, também conhecida como GMU ou Mason) é uma universidade pública baseada numa área não-incorporada próxima do município de Fairfax, Virginia. Campus adicionais estão localizados em Arlington, Prince William e Loudoun. O mote da universidade é "Liberdade e Aprendizagem" enquanto o slogan é "Onde Inovação é Tradição"

## História
A Assembleia Geral da Virginia aprovou uma resolução em Janeiro de 1956, estabelecendo uma filia da Universidade da Virginia. Em setembro de 1957 a nova faculdade abriu suas portas para dezessete alunos. John Norville Gibson Finley serviu como diretor da filial, que ficou conhecida como University College.
A cidade de Fairfax doou uma área de 0,61km² para a Universidade da Virginia. O novo campus deveria chamar Fairfax. Em 1959, o Conselho de Visitantes da Universidade da Virgínia selecionou um nome permanente para  a faculdade: George Mason College of the University of Virginia. A construção do campus começou no início dos anos 1960 e mostrou resultados visíveis em 1962. Em 1964 o novo campus deu as boas vindas para 356 estudantes.
No dia 07 de abril de 1972 a Assembléia Geral da Virgínia decidiu separar o George Mason College da Universidade da Virgínia. Naquele dia renomearam a instituição para George Mason University.
Em 1978, foi autorizado o funcionamento da Faculdade de Direito na GMU. O curso entrou em funcionamento em julho de 1979 e no ano seguinte conseguiu apoio da American Bar Association (ABA), que garantiu sua aprovação total em 1986.

## Presidentes
- Lorin A. Thompson, (1966–73)
- Vergil H. Dykstra, (1973–1977)
- Robert C. Krug, (1977–1978)
- George W. Johnson, (1978–1996)
- Alan G. Merten, (1996–presente)

## Alunos notáveis

### Corporações/Sem fins lucrativos
- Muna Abu-Sulayman, Secretário Geral e diretor Executivo, Alwaleed Bin Talal Foundation
- Zainab Salbi, Presidente, Women for Women International
- Alan Harbitter, Chief Technology Officer, Nortel Government Solutions
- Raymond Winn, Parceiro, Deloitte & Touche
- Crystal R. Williams, Vice Presidente Corporativo de Contratos, VSE Corporation
- Roy Speckhardt, Diretor executivo da American Humanist Association
- Yusuf Azizullah, consultor
- Will Seippel
- Martin Andrew Taylor, executivo sênior do Windows Live e MSN, e antigo Chefe de Pessoal do CEO da Microsoft, Steve Ballmer
- Walter Anderson, empreendedor telefônico

### Literatura e mídia
- Richard Bausch, romancista
- Robert Bausch, romancista
- Sharon Creech, romancista de ficção infantil
- Carolyn Kreiter-Foronda, poeta premiada da Virginia[6]
- Mark Winegardner, autor
- Rebecca Wee, poeta
- Nancy K. Pearson, poeta
- Nadine Meyer, poeta
- Evan Oakley, poeta
- J. Michael Martinez, poeta
- Chad Ford, jornalista esportivo e fundador da ESPN
- Clayton Swisher, correspondente, Al Jazeera
- Angie Goff, apresentador de trânsito, WUSA-9 TV
- Hala Gorani, âncora, CNN
- Stuart Cosgrove, jornalista escocês
- Brian Krebs, Jornalista
- Stephen Moore, jornalista e Analista Político
- Susan Rook, antiga âncora, CNN & CNN Talkback Live
- Tom Knott, colunista do Washington Times